# Фейнберг Володимир Борисович
Володимир Борисович Фейнберг (нар. 14 березня 1892 — 1969) — радянський кінорежисер і сценарист.
Батько російського письменника і сценариста Володимира Куніна.

## Біографія
Народився 14 березня 1892 року.
Учасник Першої світової війни. Був шеф-пілотом 12-го винищувального авіаційного загону Двору Його Імператорської Величності. Нагороджений трьома Георгіївськими хрестами.
В кінематографі — з 1919 року. Розпочинав асистентом монтажера на Ленінградській кіностудії. Згодом працював режисером на кіностудіях СРСР: Ленфільм, ЦОКС, Фрунзенська кіностудія. З 1954 року — режисер Алма-Атинської кіностудії.
Помер 1969 року.

## Фільмографія

##### Сценарист
- 1925 — Диво з самогоном (короткометражний).
- 1926 — Тарко.
- 1929 — Каан-Кереде.

##### Режисер
- 1925 — Диво з самогоном (короткометражний).
- 1926 — 333 нещастя (короткометражний).
- 1926 — Вор, але не багдадський (короткометражний).
- 1926 — Тарко.
- 1927 — Могила Панбурлея.
- 1928 — Інженер Єлагін.
- 1929 — Каан-Кереде.
- 1930 — Мертва душа.
- 1931 — Білий камінь.
- 1932 — Перевибори (документальний).
- 1940 — Голос Тараса.
- 1941 — Зустріч (Бойовий кінозбірник № 2).
- 1958 — Шквал.
- 1959 — Алтин Сандик (документальний).
- 1960 — Їхній час настав (документальний).
- 1961 — Великий день республіки (документальний).
- 1962 — Чабанська новь (документальний).
- 1964 — Всі прапори в гості до нас (документальний).
- 1965 — Ігор Лобода (документальний).